# Cheikou Cissé
Cheikou Cissé (Chorboze, 1890 - Nouméa, 1933) fou un tirador senegalès, nascut en l'actual Níger, aleshores el Sudan Francès, i mort a la colònia penal de Nova Caledònia on havia estat deportat per condemna el 1918. Cissé fou el darrer condemnat a treballs forçats (en francès bagnard) de Nova Caledònia, els altres ja havien estat transferits a la Guayana Francesa.

## Biografia
L'octubre de 1914 fou reclutat pel 4t regiment de tiradors senegalesos i va participar en la Primera Guerra Mundial. Ferit al Marroc i als Dardanels, fou repatriat al Senegal l'any 1917. Les autoritats el van obligar a quedar-se allí malgrat les seves demandes de reunir-se amb la seva família al Sudan Francès. Fou arrestat el 17 d'octubre de 1917 a Dakar per « complot contra la seguretat de l'Estat » i « excitació a la guerra civil ». El 18 d'abril de 1918 fou condemnat a la deportació a perpetuïtat a Nova Caledònia per un consell de guerra fet a Dakar.
Cheikou Cissé esdevingué llavors l'objecte d'una campanya pretenent el seu alliberament, organitzada per l'esquerra, les associacions anticolonialistes, el Socors Roig Internacional i el diputat André Marty (membre del Comitè central del Partit comunista francès). El ministre de la guerra Paul Painlevé, membre de la Lliga dels drets de l'home, rebutja per una carta del 17 de desembre de 1925 la petició de gràcia formulada per André Marty.
El 1932, el Socors Roig Internacional va nomenar com a presidents d'honor Cheikou Cissé, Gorki i Heywood. A l'estiu de 1933, el número 1 de la revista Le Cri des nègres (juliol-agost 1933) va titular: « Cheikou Cissé ha mort ».